# 雨引山 (長野県)
雨引山（あまびきやま）は、長野県大町市と北安曇郡松川村との境にある、標高1371.03メートルの山。

## 地理
JR大糸線・信濃松川駅の西に位置する。ふもとから山頂まで、ゆっくり登って2時間程度の「気軽に登れる里山」（引用）である。
山頂には頂上に三角点が設置されており、標高は1371.03メートル、地理院地図上では1,371.0メートルと記載されている。この三角点の基準点名は、雨引山の西に隣接する「唐沢山」。等級は二等三角点である。
山頂からは有明山や飛騨山脈（北アルプス）のほか、眼下に広がる扇状地・神戸原（ごうどはら）を見渡すことができる。
山頂に鎮座する社は、ふもとの大和田神社の奥社である。雨乞いの山としても知られる。

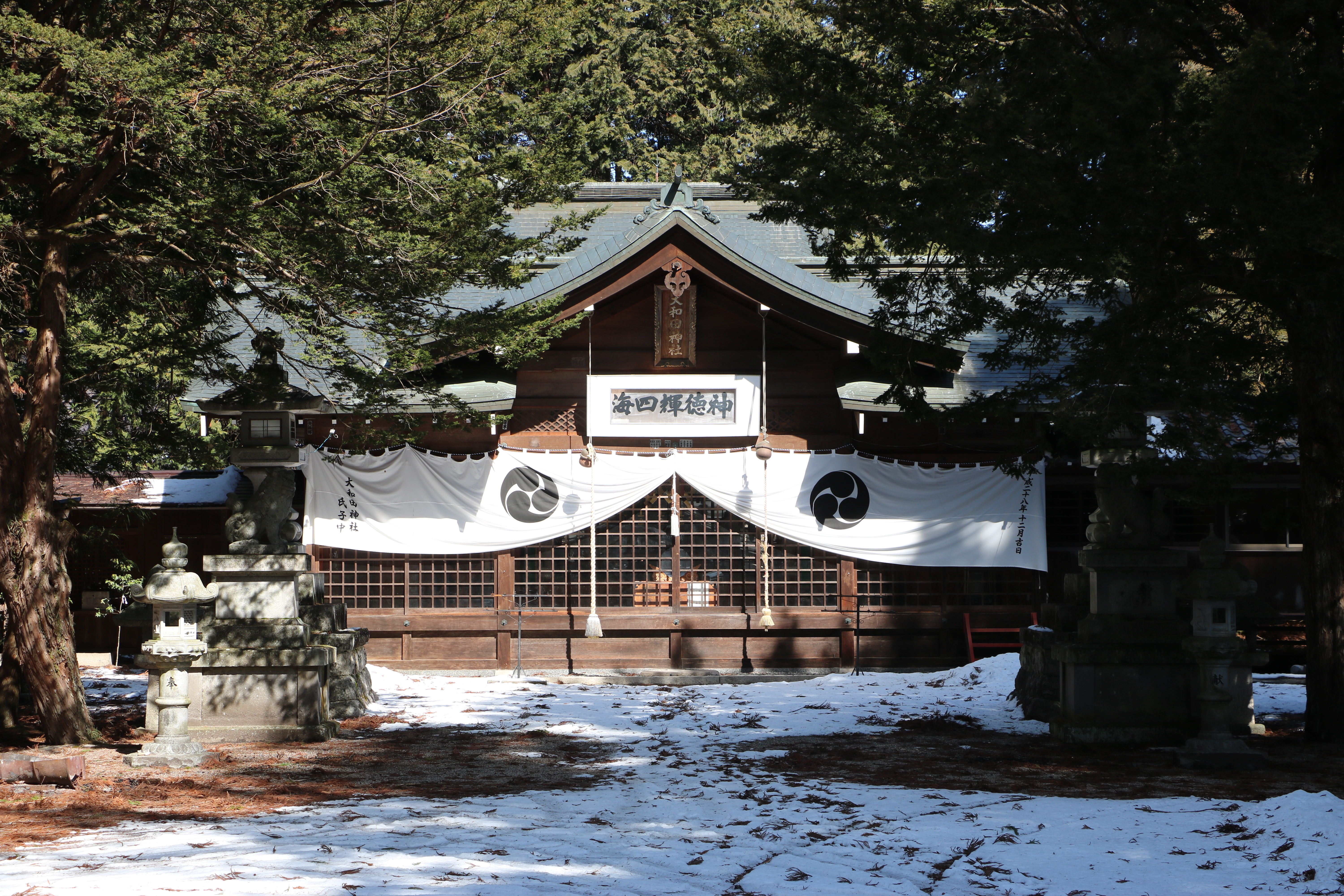
ふもとの大和田神社

## その他
- 松川村職員のイメージキャラクターである「雨引かなで」の「雨引」は、雨引山からとられたものである[4]。